# Gai Claudi Marcel Major
Gai Claudi Marcel Major (en llatí Caius Claudius C. F. M. N. Marcellus) va ser un magistrat romà. Se l'identifica com a Major per evitar confusions amb el seu cosí més jove que va sercònsol el 49 aC. Era un dels oponents a Juli Cèsar, el qual va procurar entorpir la seva feina governativa.

## Relacions familiars
Pertanyia a la branca dels Claudii Marcelli de la gens Clàudia. El seu germà Marc Claudi Marcel VII va ser cònsol abans que ell, l'any 51 aC i el seu cosí, amb qui compartia el nom Gai Claudi Marcel Menor en va ser després, l'any 49 aC. Aquest cosí estava casat amb una neboda de Juli Cèsar, que era germana d'August. Malgrat això les relacions amb Juli Cèsar no van ser gaire bones amb els anys per haver desfet el matrimoni.
Es creu que Gai Claudi Marcel Major va néixer abans de l'any 91 aC. El seu pare va ser M. Claudi Marcel, edil curul de l'any 91. El seu besavi va ser M. Claudi Marcel el qual va ser tres vegades cònsol i l'avi d'aquest home també anomenat Marc Claudi Marcel havia estat cinc vegades cònsol i va lluitar contra Hanníbal Barca.

## Inicis en política
No se sap res de la seva vida anterior al càrrec de cònsol, llevat que devia ser contrari a Clodi en les eleccions a edil de l'any 56 aC, ja que Ciceró va escriure sobre ell «El candidat Marcel ronca tan fort que se'l pot sentir des de l'habitació del costat», però aquesta expressió podria referir-se també al seu germà o al seu cosí tots tres del mateix nom i d'una edat semblant.
L'any 50 aC Marcel va ser escollit cònsol juntament amb Luci Corneli Lèntul Crus, tots dos oponents a Juli Cèsar. Juntament amb el seu cosí van aprofitar que Juli Cèsar estava fora de Roma, encarregat del govern de la Gàl·lia, per convocar eleccions l'any següent i així Cèsar no es pogués presentar per estar absent. Cèsar havia bloquejat les propostes de Marcel guanyant per la seva causa i potser subornant a Servi Sulpici Lemònia Ruf i a Luci Emili Paul·le, però malgrat tot això no assegurava la seva elecció si no es presentava a Roma per les eleccions i renunciava al seu comandament proconsular, cosa que l'hauria exposat a ser acusat per il·legalitats durant el seu primer consolat.
L'1 de març del 50 aC Marcel va portar al senat romà una rogatio per la qual Cèsar havia de ser apartat del comandament, proposta que va ser vetada per Curió. Quan es podia tornar a presentar, Pompeu estava malalt. I finalment, quan es van fer els comicis de càrrecs pel 49 aC i van sortir escollits el seu cosí Gai Claudi Marcel Menor juntament amb Luci Corneli Lèntul Níger, la qüestió de l'acusació a Cèsar i la retirada del seu càrrec van quedar posposades. Si que va aconseguir que el senat decretés la retirada de dues legions de les que tenia Cèsar sota el seu comandament, amb l'excusa que es necessitaven per la guerra amb Pàrtia. Quan aquestes tropes van arribar a Itàlia van ser aquarterades a Càpua sense ser enviades a cap lloc. Va córrer la notícia que Cèsar avançava cap a Roma amb quatre legions i Marcel va proposar al senat que Pompeu fos nomenat immediatament al front de les forces a Itàlia, però com que la notícia no es va confirmar, el senat no va donar el consentiment. Llavors el seu cosí Marcel va investir Pompeu amb la cobertura de la seva pròpia autoritat i la de l'altre cònsol, Lèntul.

## La guerra civil
Al 49 aC, Cèsar va travessar el riu Rubicó i va esclatar la guerra. Marcel s'oposava a sortir d'Itàlia, i quan tots van marxar ell va restar, però finalment va marxar i sembla que va morir durant la guerra. Segons Cèsar, Marcel va estar a càrrec juntament amb Gai Coponi d'una tropa contra ell, però més tard aquesta mateixa tropa estava a càrrec de Quint Coponi, fet que fa pensar en la seva mort en combat.